# 托马斯·施瓦布
托马斯·施瓦布（德語：Thomas Schwab，1962年4月20日—），德国男子雪橇运动员。他曾代表西德参加1984年和1988年冬季奥林匹克运动会雪橇比赛，其中1988年冬季奥运会获得一枚铜牌。